# Giuseppe Chielli
Giuseppe Chielli (Noci, 24 gennaio 1924 – Noci, 6 settembre 2003) è stato un direttore d'orchestra italiano per bande musicali.

## Biografia
Nacque il 4 gennaio 1924 a Noci, giovanissimo fu avviato agli studi musicali sotto la guida dei maestri Lippolis e Piantoni, in seguito completerà la sua formazione presso il Conservatorio "N. Piccinni" di Bari con i maestri Grimaldi, Di Martino e Rota. Ad una brillante carriera fu costretto ad anteporre urgenti necessità famigliari, che comunque non lo distolsero dagli obiettivi, accettando incarichi didattici che regolarmente svolse gratificata dalla segnalazione onorifica del Ministero della Pubblica Istruzione. La stima e il consenso dei suoi concittadini diedero alla sua carriera una svolta decisiva: nel 1956 gli viene offerta la direzione del Complesso bandistico di Noci. Due eventi meritano di essere segnalati: il primo premio ex aequo con altre bande musicali estere conseguito a Stoccolma nell’ambito del Concorso internazionale delle bande d’Europa, indetto dall’Unesco, alla direzione della banda di Acquaviva delle Fonti nel 1961.
Il programma del concerto comprendeva quale pezzo d’obbligo il "corteggio" tratto dal Lohengrin di Wagner, al termine della magistrale esecuzione, il pubblico, entusiasta e plaudente, chiese a gran voce il bis, che, a norma di regolamento non fu possibile concedere. Al posto del brano wagneriano, invece, il M° Chielli ebbe la brillante idea di far eseguire la marcia sinfonica "A tubo!" di Ernesto Abbate che mandò in estasi la platea. L’esibizione fu osannata da tutti i quotidiani di Svezia. Il secondo avvenimento singolare è dell’anno 1979 allorché fu prescelto il Concerto Bandistico di Gioia del Colle, diretto proprio da Chielli, ad esibirsi nel Teatro "Piccinni" di Bari in una programmazione dell’Associazione Musicale "Antica e Nuova Musica" del M° Rino Marrone, esibendo pezzi inediti quali: "I Preludi" di Franz Liszt e il "Matrimonio segreto" di Domenico Cimarosa. Le sue molteplici tappe lo portarono da un complesso all’altro: da Noci a Castellana Grotte; da quello di Acquaviva delle Fonti, a Palmi, Lanciano, Trani, Squinzano "Ferruccio Burco" dove rimase per sei anni consecutivi, Gioia del Colle, e a Lecce. Chiamato dall'ammirazione di tanti ammiratori accettò la direzione del Concerto Bandistico di San Donaci, dove rimase dal 1988 al 1993. Contemporaneamente conseguì il diploma di musica polifonica presso il Conservatorio "B. Marcello" di Venezia, insegnando composizione presso la scuola Filarmonica di San Donà di Piave. Iscritto alla S.I.A.E. dal 1958 ha lasciato all’attività diverse composizioni vocali e strumentali. Amava dirigere la musica wagneriana, infatti trascrisse le seguenti opere del celebre compositore tedesco: "Lohengrin", "Crepuscolo degli Dei", "Sigfrido" (la marcia funebre) e "La Valchiria" (la Cavalcata). Ha raccolto brani di musica moderna in una rivista dal titolo "AMERICAN PANORAMA". Il 6 settembre 2003 morì nella sua città natia all’età di settantanove anni dopo aver diretto per l’ultima volta la banda di Noci.